# Sint-Margarethakerk (Düsseldorf)
De Sint-Margarethabasiliek (Basilika St. Margareta) is een rooms-katholieke kerk in Gerresheim, een stadsdeel van Düsseldorf.

## Geschiedenis
De pijlerbasiliek werd als kerk van het stift Gerresheim gebouwd en vermoedelijk in het jaar 1236 gewijd. Het kerkgebouw bevindt zich op de plaats van een staufische voorganger. Net als het stift was de kerk gewijd aan de heilige Hippolytus, dat de naam Monasterium Santi Hippolyti droeg. In de 13e en 14e eeuw ontwikkelde het stift zich met bezittingen en inkomsten uit het gehele Rijnland tot een welvarend en machtig klooster. 
Sinds 1598 vindt hier jaarlijks de bloedprocessie plaats. Deze processie vereert een relikwie van het Heilig Bloed van Christus dat zich met aarde van de berg Golgotha zou hebben vermengd.    
De basiliek was oorspronkelijk uitsluitend een stiftskerk, maar sinds 1790 werd de kerk ook als parochiekerk gebruikt. Voordien maakte de parochie gebruik van een kleine, zuidelijk gelegen Sint-Margarethakerk. Oorspronkelijk werden in deze kerk de beenderen van Gerrich, de naamgever van Gerresheim en stichter van het stift, bewaard. Het stift werd in 1803 opgeheven, de oude parochiekerk werd in 1892 afgebroken. 
In 1982 werd de Margarethakerk door paus Johannes Paulus II verheven tot pauselijke basilica minor.

## Inrichting
De Margarethakerk bezit een groot aantal belangwekkende werken van sacrale kunst. Kunsthistorisch belangrijk is zeker de beschildering in de apsis uit de bouwperiode. Centraal staat een genadestoel: een tronende God de Vader met de gekruisigde Christus met de duif als symbool van de Heilige Geest, omlijst door de vier evangelisten. Het is de vroegste genadestoel in de Duitse schilderkunst. Het grote ottoonse triomfkruis boven het altaar, waarvan het corpus 2,10 meter lang is en de armen een spanwijdte hebben van 1,40 meter, werd omstreeks het jaar 960 gemaakt. Het bezit nog altijd resten van de oorspronkelijke beschildering. Opvallende zijn de geringe modellering van het lichaam en de zachte gelaatstrekken van Christus. De vensters van Hermann Gottfried werden in de jaren 1950 geplaatst.
Een aantal kerkelijke kunstwerken worden in de nabije toekomst in een eigen schatkamer tentoongesteld. Daartoe behoren o.a. een gotische monstrans, de bloedrelikwie en een kleine schrijn met emaille-inleg. Het pronkstuk is een evangeliarium met ottoonse boekschilderkunst uit de tijd voor 1052. Het plan is om de schatkamer in de voormalige doopkapel in te richten.  

## Orgel
Het orgel stamt uit 1982. Het werd door de Oostenrijkse orgelbouwer Rieger gebouwd. Het instrument bezit 40 registers verdeeld over drie manualen en pedaal en is voorzien van digitale techniek. De tracturen zijn mechanisch.

## Afbeeldingen

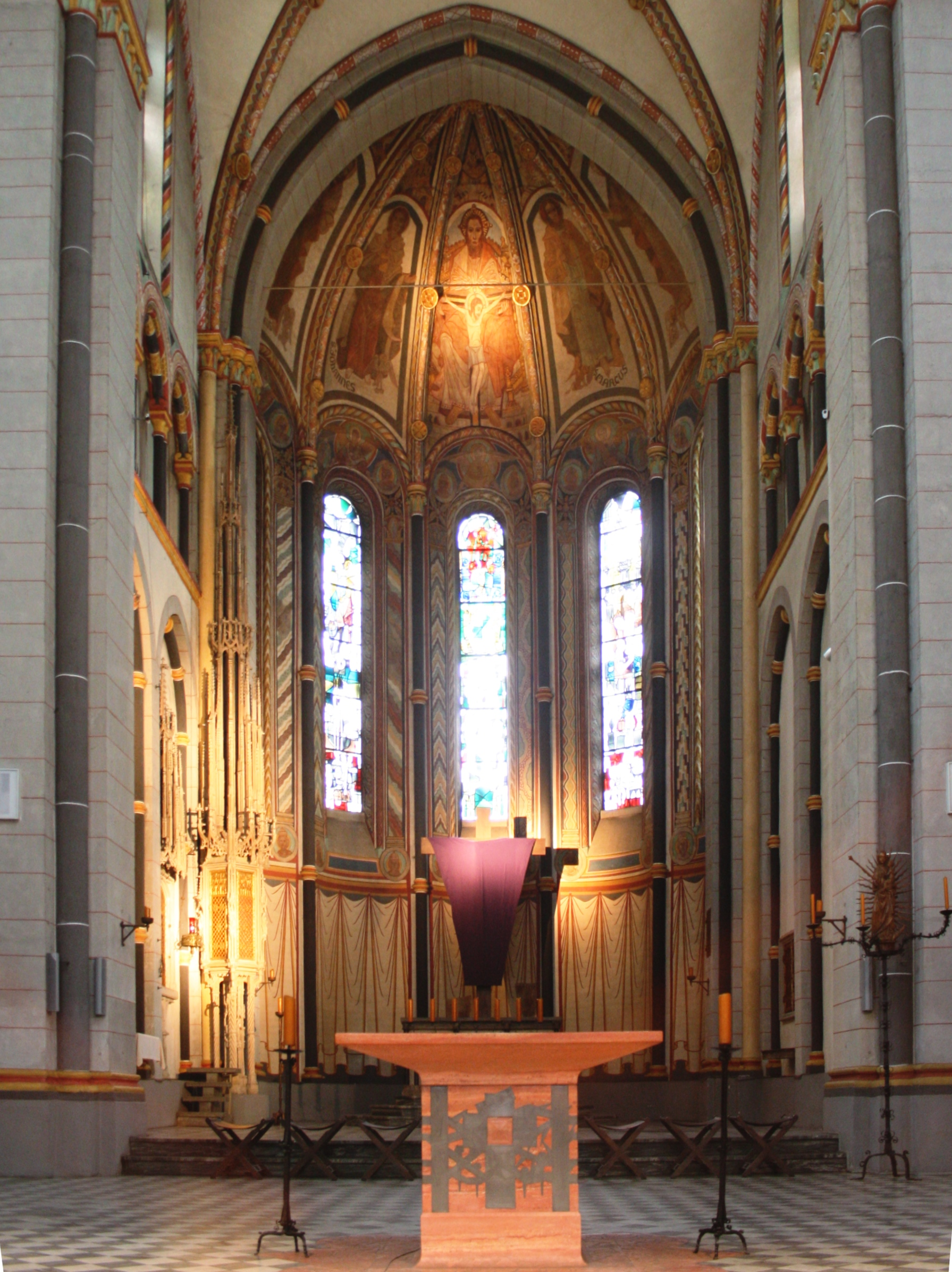
Koor
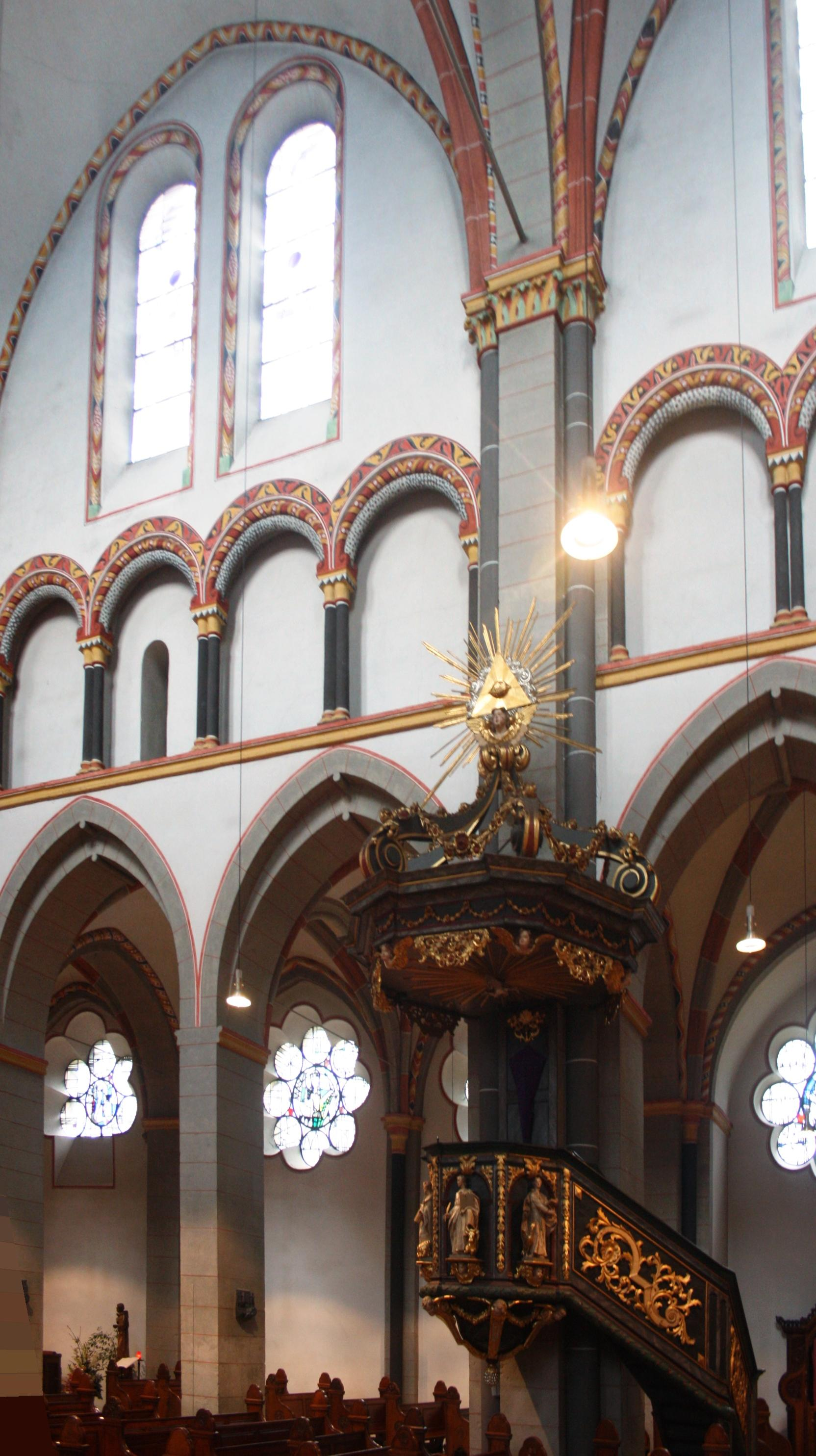
Kansel
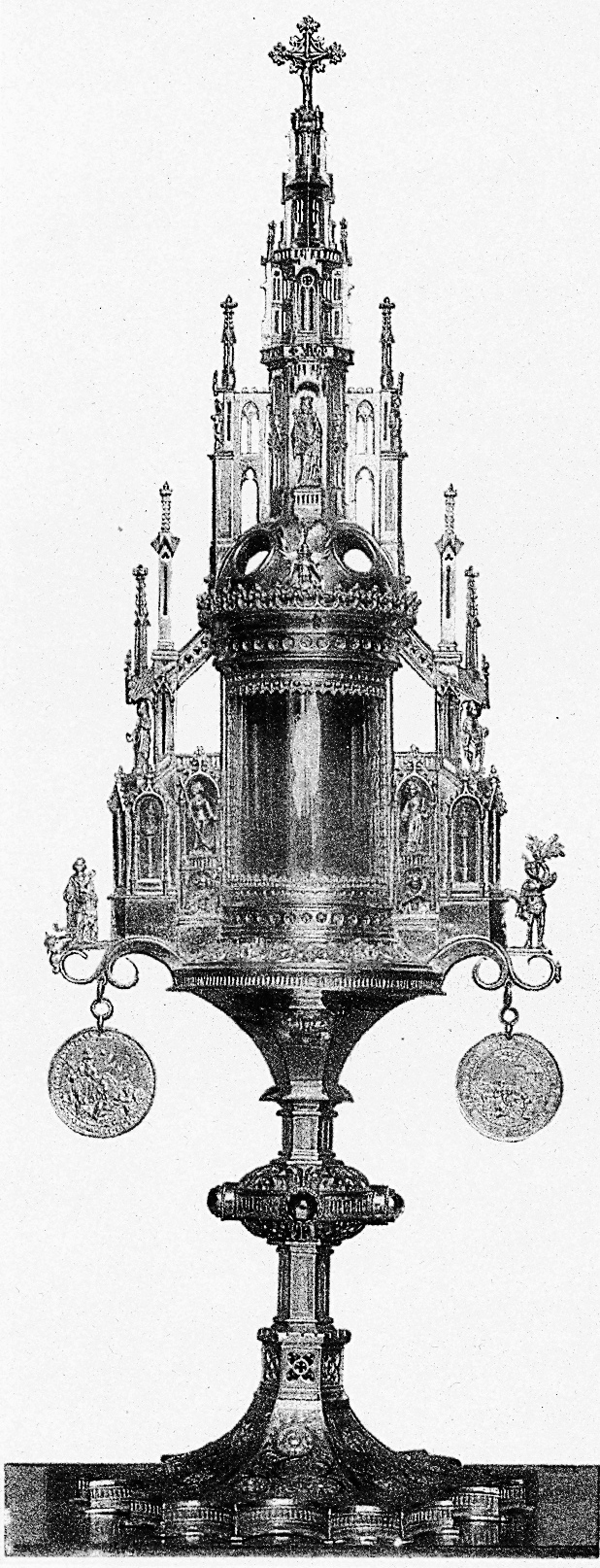
Gotische torenmonstrans
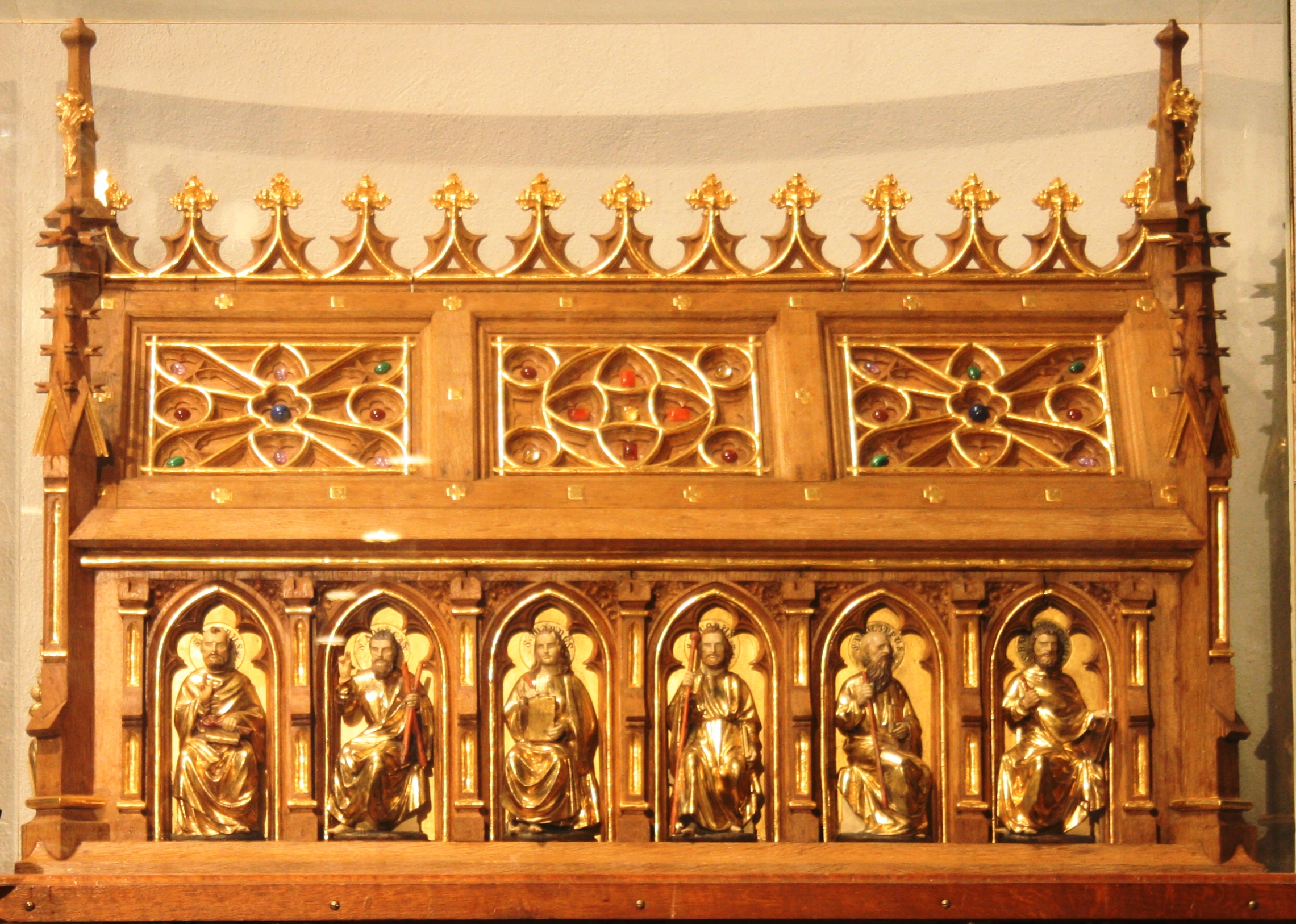
Schrijn